# Таразевич, Сергей Евгеньевич
Серге́й Евге́ньевич Таразе́вич (род. 1965, Поставы, Витебская область) — российский полковник (2002 год); начальник 4-го центрального научно-исследовательского института Министерства обороны Российской Федерации (5.2.2010 — 1.9.2010; с 13.10.2013).

## Биография
Сергей Евгеньевич Таразевич родился в 1965 году в городе Поставы Витебской области Белорусской ССР.
- 1987 год — закончил Рижское высшее военно-политическое Краснознамённое училище имени Маршала Советского Союза С. С. Бирюзова по специальности инженер-системотехник;
- 1996 год — закончил Военную академию РВСН имени Петра Великого по оперативно-стратегической специальности.
  - За время службы в строевых частях РВСН прошёл все командно-инженерные должности, от инженера группы до начальника штаба — заместителя командира дивизии.
- 2005—2010 годы — заместитель начальника 4 ЦНИИ Министерства обороны РФ;
  - с 2014 года — начальник 4 ЦНИИ Министерства обороны РФ.

Сергей Евгеньевич — кандидат технических наук, доцент, член-корреспондент Российской академии космонавтики имени К. Э. Циолковского.

## Награды
Сергей Евгеньевич был награждён:
- орденом Почёта,
- медалью «За воинскую доблесть» II степени
- и другими наградами[какими?].

## Личная жизнь
Женат, вырастил сына и дочь.

## Интересные факты
- На протяжении 15 лет нёс боевое дежурство.
- Воинское звание «подполковник» ему было присвоено досрочно.